# 21-cm-Kanone 38
Die 21-cm-Kanone 38 war ein schweres Artilleriegeschütz der Wehrmacht im Zweiten Weltkrieg.

## Geschichte
Die K 38 wurde von Krupp in Essen entwickelt und ab 1940 produziert.
Der Liefervertrag mit dem Heereswaffenamt sah 15 Kanonen vor, die auch geliefert wurden: ein Stück 1941, sechs 1942, sieben 1943 und eins 1944. In einigen Quellen ist nur von 7 oder 8 Stück die Rede, hierbei handelt es sich um die bis zum 1. Januar 1943 fertiggestellten Geschütze, die 1943 und 1944 gebauten sind (warum auch immer) hier nicht eingeschlossen. Der Herstellungspreis des einzelnen Geschützes betrug 200.000 RM.
Eines der Geschütze wurde an den damaligen Verbündeten Japan geliefert.
Der Einsatz der Geschütze erfolgte in Batterien zu jeweils zwei Kanonen.

## Technik
Das Geschütz ist eine Weiterentwicklung basierend auf dem 21-cm-Mörser 18. Auf einer Mittelplatte ruhend, konnte das ganze Geschütz geschwenkt werden wie bei der Mörserlafette. Für den Transport wurde das Rohr ausgebaut und auf einem Rohrwagen transportiert. So war das insgesamt 34.825 Kilogramm schwere Geschütz voll feldverwendungsfähig und wurde in zwei Lasten (Rohrwagen und Lafettenwagen), gezogen jeweils von einer 18to-Halbketten-Zugmaschine Sd.Kfz. 9 transportiert. Die Lebensdauer eines Rohres, das 120 Kilogramm schwere Geschosse mit größter Ladung bis zu 33.900 Meter weit schoss, betrug ungefähr 2000 Schuss.